# Odruch Łazarza
Odruch Łazarza jest odruchem u osób, u których stwierdzono śmierć mózgu. Objawia się on krótkotrwałym uniesieniem, a następnie skrzyżowaniem i opuszczeniem rąk na klatce piersiowej (w pozycji przypominającej egipską mumię).